# Эрвитте
Эрвитте (нем. Erwitte) — город в Германии, в земле Северный Рейн-Вестфалия.
Подчинён административному округу Арнсберг. Входит в состав района Зост.  Население составляет 15 710 человек (на 31 декабря 2010 года). Занимает площадь 89,29 км². Официальный код  —  05 9 74 016.
Город подразделяется на 15 городских районов.
| Год  | Население |
| ---- | --------- |
| 1995 | 14 709    |
| 2000 | 15 552    |
| 2005 | 15 909    |
| 2010 | 15 771    |